# دعارة الذكور

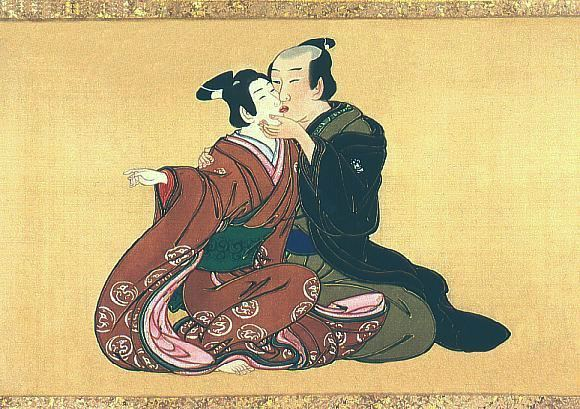
لوحة قبلة الساموراي للفنان مياغاوا سنة 1750

دعارة الذكور (بالإنجليزية: Male prostitution)‏ هو الفعل أو الممارسة التي يقوم بها الذكور بممارسات جنسية مقابل الحصول على المال، وهي إحدى طرق العمل الجنسي. لكن الزبائن قد يكونوا من الجنسين، لكن معظمهم يكونوا من الذكور لممارسة المثلية الجنسية. بالمقارنة مع البغايا الإناث فإن الذكور الممارسين للدعارة أقل دراسة ومعرفةً للباحثين.

## التاريخ
تعتبر دعارة الذكور من المهن أو الممارسات التي وجدت في جميع الثقافات القديمة والحديثة. وقد ثبت في الكتاب المقدس في العهد القديم أنه تم ممارسة الدعارة للذكور والإناث في معابد الديانات الوثنية والأجنبية. كما تقول مصادر قديمة أخرى وكذلك العهد الجديد بوجود البغاء من الذكور في الثقافتين اليونانية والبيزنطية. ويرى بعض المترجمين للكتاب المقدس أنه في سفر الرسالة الأولى إلى أهل كورنثوس الآية 6: 9-10، إلى وجود كلمة دعارة الذكور بشكلٍ جلي.
موسوعة المثلية الجنسية تشير إلى أن دعارة الذكور في اليونان القديمة كانت خاصة بطبقة العبيد فقط. وهناك حادثة معروفة وهي حادثة فايدو من إيلس، والذي قُبض عليه في الحرب وأجبر على ممارسة البغاء، لكن أخيراً تم عتقه وأصبح تلميذاً لدى سقراط؛ وقال أفلاطون في حوار فايدو أنه أخبره بذلك. أما بيوت الدعارة الخاصة بالذكور فهي موجودة في كلٍ من اليونان القديمة وروما القديمة.
كما يوجد في الولايات المتحدة حالياً سجلات محكمة وتحقيقات عن ممارسة الذكور للبغاء ويعود زمن تلك السجلات للقرن السابع عشر. ومع توسع المدن وتجمع المثليين في منظمات في نهاية القرن التاسع عشر، أصبحت دعارة الذكور أكثر ظهوراً من قبلها، وإحدى أكبر الأمثلة على ذلك بيت دعارة قاعة باريسز في نيويورك وكذلك حمامات المثليين. ويؤخذ أجر للعاملين مقابل الحركات المثيرة أو ممارسة الجنس.
أما في العصر الحديث فقد ظهر الباغيين في الشوارع لجلب العملاء، وأصبحت هناك شوارع معروفة لمثل تلك الممارسات، مثل شارع 53 في نيويورك، وكذلك شارع سانتا مونيكا في لوس أنجلوس، وميدان بيكاديلي في لندن، وشارع سيبرس في أتلانتا، وميدان تقسيم في تركيا، وشارع بولك في سان فرانسيسكو، وشارع «سان آن» في باريس. كما يوجد حانات مخصصة لعرض البُغى في نيويورك ولوس أنجلوس وتايلند.

## الدعارة في الولايات المتحدة
الاتجار بالجنس في الولايات المتحدة هو شكل من أشكال الاتجار بالبشر الذي يتضمن العبودية الإنجابية أو الاستغلال الجنسي التجاري كما يحدث في الولايات المتحدة. يشمل الاتجار بالجنس نقل الأشخاص عن طريق الإكراه والخداع و/أو القوة إلى ظروف استغلالية وشبيهة بالعبودية. ويرتبط عادة بالجريمة المنظمة.
تشير التقديرات إلى أن ثلثي ضحايا الاتجار بالبشر في الولايات المتحدة هم مواطنون أمريكيون. معظم الضحايا المولودين في الخارج يأتون إلى الولايات المتحدة بشكل قانوني، بتأشيرات مختلفة. وقدرت وزارة الخارجية أنه يتم تهريب ما بين 15.000 إلى 50.000 امرأة وفتاة كل عام إلى الولايات المتحدة.

## إحصاءات عن البغايا والعملاء
قدرت إحدى الدراسات التي أجريت عام 1990 أن معدل الانتشار السنوي للبغايا المتفرغات في الولايات المتحدة يبلغ 23 لكل 100000 نسمة بناءً على دراسة القبض على البغايا الموجودة في كولورادو سبرينغز، كولورادو، وسجلات الشرطة وعيادة الأمراض المنقولة جنسياً بين عامي 1970 و1988.
وجدت استمرارية لدراسة كولورادو سبرينغز أن معدل الوفيات بين البغايا النشطات يبلغ 459 لكل 100.000 شخص في السنة، وهو 5.9 أضعاف معدل الوفيات بين عامة السكان (المعدلين حسب العمر والعرق). كثير من الناس ينظرون إلى الدعارة على أنها جريمة بلا ضحايا وعادة ما يتفق الطرفان. ومع ذلك، تشير العديد من الإحصائيات إلى أنها خطيرة للغاية من الناحية البدنية. معدل الوفيات لكل 100.000 من البغايا في الولايات المتحدة هو ما يقرب من ضعف معدل الوفيات بين الصيادين في ألاسكا.
ومن بين المشاركين في برنامج تعاطي المخدرات الطوعي، أبلغ 41.4% من النساء و11.2% من الرجال عن بيع خدمات الدعارة خلال العام الماضي (مارس 2008). في نيوارك، نيوجيرسي، يزعم أحد التقارير أن 57% من البغايا مصابات بفيروس نقص المناعة البشرية، وفي أتلانتا، 12% من البغايا من المحتمل أن يكونن مصابات بفيروس نقص المناعة البشرية.

## المراحيض العامة
يجوز للعاهرات (الذكور) العمل في الحمامات العامة في الحدائق والمؤسسات. العملاء يحبون هذا الإعداد لأسباب مختلفة. بعض الرجال يحبون "الإثارة" أو الاندفاع الذي يأتي من اللقاء. أبلغ الناس عن عدم قدرتهم على الوصول إلى النشوة الجنسية إذا لم يكونوا في المراحيض. في هذه الحالة، تكون فكرة الوقوع في الفخ أمرًا مرغوبًا فيه. يستمتع العملاء الآخرون بعدم الكشف عن هويتهم وطبيعة التجربة المختصرة. نظرًا لأن بعض العملاء لديهم عائلات وسمعة يجب الحفاظ عليها، فإن المرحاض ملائم؛ إنهم يستمتعون بالتجربة الجنسية مع الحد الأدنى من خطر اكتشاف الأمر ودون ارتباط عاطفي.